# مربا

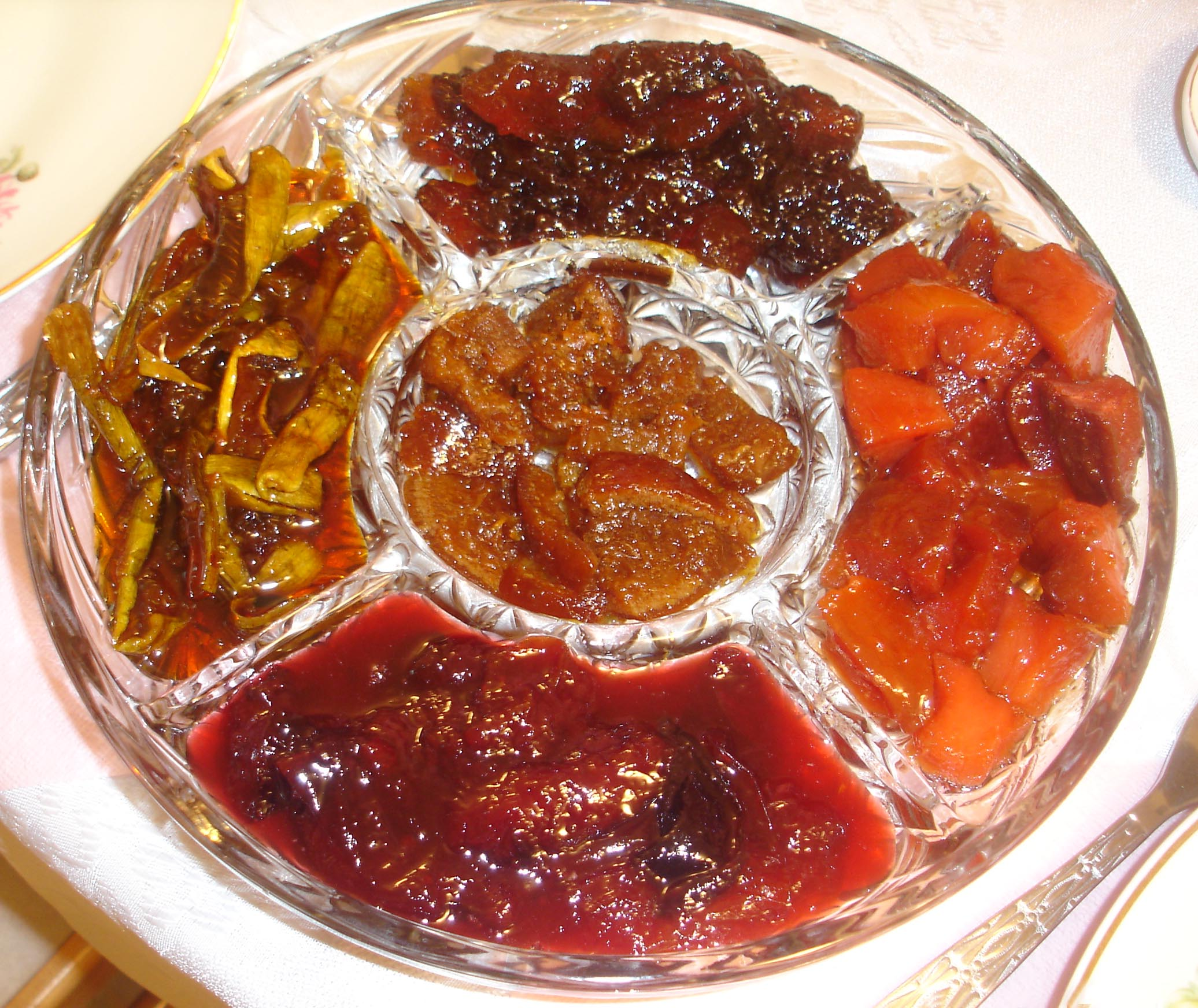
مربای پنج نوع میوه

مربا یا ریچار(ریچال) از پختن میوه با شکر به دست می‌آید. این محصول معمولاً در ظرف دربسته نگهداری می‌شود و برای مدت زمان طولانی سالم باقی می‌ماند. از پکتین طبیعی یا مصنوعی و عسل هم می‌توان به عنوان افزودنی استفاده کرد.

## ریشه لغوی
واژه عربی «مربا» اسم مفعول از مصدر تربیت به معنی پرورش است؛ و برابر فارسی مربا می‌شود: پرورده.

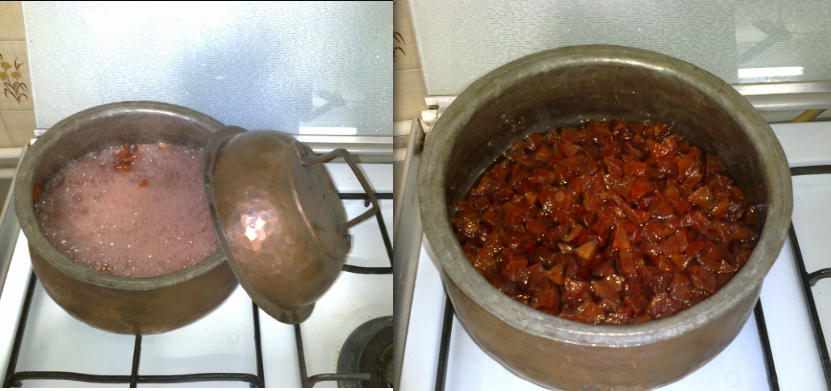
تهیه مربای به در دیگ مسی

## انواع مربّا
مربّا دارای انواع زیر است:
- ژله بدون گوشت میوه و کاملاً صاف شده‌است.
- کمپوت از اجزای درشت میوه درست می‌شود.
- مارمالاد از میوه و پوست له شده درست می‌شود.

## انواع میوه‌ها

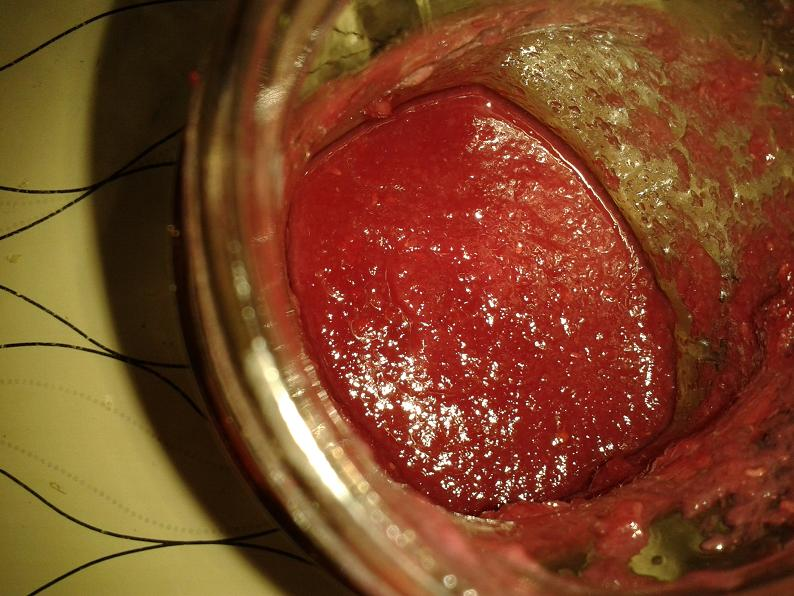
مربای انار سرخ تنگ طه

از بیشتر میوه‌ها و برخی صیفی‌جات می‌توان مربا درست کرد؛ مانند به، سیب، بهارنارنج، توت فرنگی، آلبالو، زرشک، آلو، بالنگ، کدو، هویج، شقاقل، خلال نارنج، پوست پسته، پوست پرتقال و…

## تفاوت مربا و مارمالاد
معمولاً در فرایند تولید مربا، تکه‌های میوه قابل دیدن را داخل شهدی شیرین داریم. حالا اگر طی فرایند تولید، میوه‌ها را بپزند، آن‌ها را هم بزنند، با آب و شکر مخلوط کنند و به شکل خمیر دربیاورند، آن وقت است که می‌توانیم بگوییم به جای مربا، مارمالاد داریم. به عبارت ساده‌تر، مارمالاد به مربای خمیری یا ژلهای شکلی گفته می‌شود که به هیچ عنوان تکه‌های میوه در آن وجود ندارد (میوه‌ها بصورت رنده یا ریز شده هستند). اما اصل و اساس تولید مارمالاد هم میوهها هستند.